# Hryhorij Petrowski

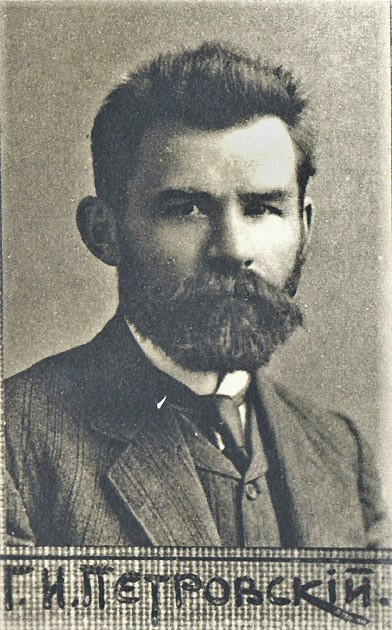
Hryhorij Petrowski w 1917 roku

Hryhorij Iwanowycz Petrowski (ukr. Григорій Іванович Петровський, trl. Hryhorij Iwanowycz Petrowśkyj; ros. Григорий Иванович Петровский, trl. Grigorij Iwanowicz Pietrowskij; ur. 23 stycznia?/4 lutego 1878 w Peczenihach, zm. 9 stycznia 1958 w Moskwie) – radziecki polityk i działacz komunistyczny pochodzenia ukraińskiego, przewodniczący Wszechukraińskiego Komitetu Wykonawczego Ukraińskiej Socjalistycznej Republiki Radzieckiej w latach 1919–1939.

## Życiorys
Urodził się w rodzinie krawca. Pracował jako robotnik-ślusarz w Charkowie, Mikołajowie, Jekaterynosławiu i  Donbasie.  Od 1895 w ruchu rewolucyjnym, od 1897 członek Związku Walki o Wyzwolenie Klasy Robotniczej, później  Socjaldemokratycznej Partii Robotniczej Rosji (SDPRR(b)) w Jekaterynosławiu. W czasie rewolucji 1905 roku jeden z organizatorów rady delegatów robotniczych i komitetu strajkowego w Jekaterynosławiu. W 1912 roku został wybrany z obszaru guberni jekaterynosławskiej na deputowanego do IV Dumy Państwowej Imperium Rosyjskiego, w której stanął na czele frakcji bolszewików. W 1913 roku został dokooptowany do składu Komitetu Centralnego SDPRR(b).
Po wybuchu  I wojny światowej, w listopadzie 1914 roku aresztowany z innymi bolszewickimi deputowanymi do Dumy i w lutym 1915 roku zesłany do Kraju Turuchańskiego w guberni jenisejskiej.  Uwolniony w 1917 roku po rewolucji lutowej i obaleniu caratu, w czerwcu tego roku przybył do Piotrogrodu, zaś miesiąc później został oddelegowany przez bolszewików do Jekaterynosławia, gdzie został członkiem komitetu miejskiego SDPRR(b), a także radnym dumy (rady) tego miasta i przewodniczącym frakcji bolszewickiej w dumie miejskiej. We wrześniu 1917 roku delegat Przedparlamentu w Moskwie, wraz z innymi bolszewikami opuścił Przedparlament. Wybrany do rady delegatów robotniczych w Jekaterynosławiu.
W listopadzie 1917 roku, w demokratycznych wyborach do Zgromadzenia Ustawodawczego Rosji (Konstytuanty) został wybrany na deputowanego z guberni jekaterynosławskiej z listy partii bolszewików.
Po rewolucji październikowej i obaleniu  Rządu Tymczasowego, 30 listopada 1917 roku wszedł w skład Rady Komisarzy Ludowych RFSRR, w której objął funkcję ludowego komisarza spraw wewnętrznych pełnioną do 30 marca 1919 roku. Podczas sprawowania tego urzędu uczestniczył we wdrażaniu systemu zorganizowanych policyjnych prześladowań przeciwników politycznych władzy bolszewików i tzw. „wrogów ludu”, zwolennik  „czerwonego terroru” Czeka.  W początkach 1918 roku uczestniczył w rozmowach w Brześciu z  przedstawicielami  państw centralnych i podpisaniu 3 marca 1918 roku traktatu pokojowego RFSRR z państwami centralnymi.
W latach 1918–1919 i 1920–1921 zastępca członka Komitetu Centralnego Rosyjskiej Partii Komunistycznej (RKP(b)), w latach 1921–1939 członek Komitetu Centralnego RKP(b) i Wszechzwiązkowej Komunistycznej Partii (WKP(b)). W latach 1926–1939 zastępca członka Biura Politycznego Komitetu Centralnego WKP(b). W latach 1919–1938 członek Biura Politycznego Komitetu Centralnego Komunistycznej Partii (bolszewików) Ukrainy (KP(b)U).
Od 28 listopada 1918 roku do marca 1938 roku (z krótkimi przerwami) pełnił funkcję przewodniczącego Wszechukraińskiego Komitetu Wykonawczego Ukraińskiej Socjalistycznej Republiki Radzieckiej. Ze strony USRR podpisał w 1922 roku umowę o powołaniu Związku Socjalistycznych Republik Radzieckich po czym został członkiem prezydium Centralnego Komitetu Wykonawczego ZSRR. Po wejściu w życie konstytucji ZSRR z 1936 roku został w 1937 roku deputowanym do Rady Najwyższej ZSRR, z kolei 17 stycznia 1938 roku został wiceprzewodniczącym Prezydium Rady Najwyższej ZSRR, którym był do 31 maja 1939 roku.
W  okresie „wielkiego terroru” Petrowski uniknął aresztowania, jednak u jego schyłku, na początku 1939 roku został  skrytykowany za „pobłażliwość wobec wrogów ludu”, których „zdemaskowało” NKWD na najwyższych szczeblach władzy USRR. Na XVIII zjeździe WKP(b) 10 marca 1939 roku nie został wybrany do Komitetu Centralnego WKP(b), w konsekwencji utracił wszystkie funkcje partyjne. Przez ponad półtora roku pozostawał bez pracy, aż w 1940 roku Fiodor Samojłow, dyrektor Muzeum Rewolucji, podobnie jak Petrowski bolszewicki deputowany do IV Dumy Państwowej Imperium Rosyjskiego, zatrudnił go jako swego zastępcę do spraw gospodarczo-administracyjnych i naukowych. W Muzeum Rewolucji Petrowski pracował aż do śmierci.
Urna z prochami Petrowskiego została umieszczona w murze Kremla na Placu Czerwonym w Moskwie.
Jeden z jego synów, Piotr, został aresztowany w 1937 roku i rozstrzelany cztery lata później, drugi – Leonid, zastępca dowódcy wojsk Moskiewskiego Okręgu Wojskowego awansował na generała porucznika, zaś po ataku Niemiec na ZSRR zginął przy próbie wydostania się z niemieckiego okrążenia.

## Odznaczenia
- Order Lenina, dwukrotnie
- Order Czerwonego Sztandaru
- Order Czerwonego Sztandaru Pracy, trzykrotnie

## Upamiętnienie
- W 1926 roku miasto Jekaterynosław zostało nazwane na cześć Hryhorija Petrowskiego Dniepropetrowskiem - nazwa ta obowiązywała do 2016 roku, kiedy to na mocy ustawy dekomunizacyjnej zmieniono ją na Dniepr.
- Pomnik Hryhorija Petrowskiego w Kijowie(inne języki), zbudowany w latach 1969-1970, rozebrany w 2009 roku